# Chaitoiulus spinifer
Chaitoiulus spinifer är en mångfotingart som först beskrevs av Karl Wilhelm Verhoeff 1895.  Chaitoiulus spinifer ingår i släktet Chaitoiulus och familjen kejsardubbelfotingar. Inga underarter finns listade i Catalogue of Life.